# 希臘裔哈薩克人
希臘裔哈薩克人，主要來自黑海以北草原與高加索，在1949年被斯大林發配哈薩克。
他們人口10000-12000人，他们有十七個社團，也有自己的報紙，仍然説希腊語。